# Trofeo Príncipe de Gales
El Trofeo Príncipe de Gales (en inglés Prince of Wales Trophy, o simplemente Wales Trophy), en un galardón que entrega la National Hockey League a los campeones de la Conferencia Este de dicha competición. Los Montreal Canadiens han ganado este trofeo 25 veces, seguidos por los Boston Bruins con 18 galardones.

## Historia
El Trofeo fue donado por Su Alteza Real el Príncipe de Gales (más tarde Eduardo VIII del Reino Unido), en la temporada 1923-24. Al principio era entregado al campeón de la División Americana en la temporada regular de la NHL, pero su destinatario fue modificado para el campeón de la liga regular en la temporada 1938-39 cuando la NHL se reorganizó en una sola división. 
Con la expansión de 1967 y la creación de la División Oeste, el Trofeo Príncipe de Gales pasó a entregarse al campeón de la División Este de la liga regular. Cuando la liga creó dos conferencias en 1974-75, el trofeo comenzó a entregarse al mejor clasificado de la Conferencia Gales. Al comienzo de la temporada 1981-82, cuando la liga cambió el formato de los playoff de manera que los equipos que disputaran la final de la Stanley Cup no fueran de la misma conferencia, el trofeo se empezó a entregar al campeón de los playoff y desde la temporada 1993-94 al campeón de las eliminatorias de la Conferencia Este.

## Ganadores del Trofeo Príncipe de Gales

### 1923-1982
- 1923-24 - Montreal Canadiens*
- 1924-25 - Montreal Canadiens
- 1925-26 - Montreal Maroons*
- 1926-27 - Ottawa Senators*
- 1927-28 - Boston Bruins
- 1928-29 - Boston Bruins*
- 1929-30 - Boston Bruins
- 1930-31 - Boston Bruins
- 1931-32 - New York Rangers
- 1932-33 - Boston Bruins
- 1933-34 - Detroit Red Wings*
- 1934-35 - Boston Bruins
- 1935-36 - Detroit Red Wings*
- 1936-37 - Detroit Red Wings*
- 1937-38 - Boston Bruins
- 1938-39 - Boston Bruins*
- 1939-40 - Boston Bruins
- 1940-41 - Boston Bruins*
- 1941-42 - New York Rangers
- 1942-43 - Detroit Red Wings*
- 1943-44 - Montreal Canadiens*
- 1944-45 - Montreal Canadiens
- 1945-46 - Montreal Canadiens*
- 1946-47 - Montreal Canadiens
- 1947-48 - Toronto Maple Leafs*
- 1948-49 - Detroit Red Wings
- 1949-50 - Detroit Red Wings*
- 1950-51 - Detroit Red Wings
- 1951-52 - Detroit Red Wings*
- 1952-53 - Detroit Red Wings
- 1953-54 - Detroit Red Wings*
- 1954-55 - Detroit Red Wings*
- 1955-56 - Montreal Canadiens*
- 1956-57 - Detroit Red Wings
- 1957-58 - Montreal Canadiens*
- 1958-59 - Montreal Canadiens*
- 1959-60 - Montreal Canadiens*
- 1960-61 - Montreal Canadiens
- 1961-62 - Montreal Canadiens
- 1962-63 - Toronto Maple Leafs*
- 1963-64 - Montreal Canadiens
- 1964-65 - Detroit Red Wings
- 1965-66 - Montreal Canadiens*
- 1966-67 - Chicago Blackhawks
- 1967-68 - Montreal Canadiens*
- 1968-69 - Montreal Canadiens*
- 1969-70 - Chicago Blackhawks
- 1970-71 - Boston Bruins
- 1971-72 - Boston Bruins*
- 1972-73 - Montreal Canadiens*
- 1973-74 - Boston Bruins
- 1974-75 - Buffalo Sabres
- 1975-76 - Montreal Canadiens*
- 1976-77 - Montreal Canadiens*
- 1977-78 - Montreal Canadiens*
- 1978-79 - Montreal Canadiens*
- 1979-80 - Buffalo Sabres
- 1980-81 - Montreal Canadiens

### 1982-presente
Un asterisco (*) denota un equipo que ganó la Copa Stanley.
- 1981-82 - New York Islanders*
- 1982-83 - New York Islanders*
- 1983-84 - New York Islanders
- 1984-85 - Philadelphia Flyers
- 1985-86 - Montreal Canadiens*
- 1986-87 - Philadelphia Flyers
- 1987-88 - Boston Bruins
- 1988-89 - Montreal Canadiens
- 1989-90 - Boston Bruins
- 1990-91 - Pittsburgh Penguins*
- 1991-92 - Pittsburgh Penguins*
- 1992-93 - Montreal Canadiens*
- 1993-94 - New York Rangers*
- 1994-95 - New Jersey Devils*
- 1995-96 - Florida Panthers
- 1996-97 - Philadelphia Flyers
- 1997-98 - Washington Capitals
- 1998-99 - Buffalo Sabres
- 1999-00 - New Jersey Devils*
- 2000-01 - New Jersey Devils
- 2001-02 - Carolina Hurricanes
- 2002-03 - New Jersey Devils*
- 2003-04 - Tampa Bay Lightning*
- 2004-05 - Vacante por huelga de jugadores
- 2005-06 - Carolina Hurricanes*
- 2006-07 - Ottawa Senators
- 2007-08 - Pittsburgh Penguins
- 2008-09 - Pittsburgh Penguins*
- 2009-10 - Philadelphia Flyers
- 2010-11 - Boston Bruins*
- 2011-12 - New Jersey Devils
- 2012-13 - Boston Bruins
- 2013-14 - New York Rangers
- 2014-15 - Tampa Bay Lightning
- 2015-16 - Pittsburgh Penguins*
- 2016-17 - Pittsburgh Penguins*
- 2017-18 - Washington Capitals*
- 2018-19 - Boston Bruins
- 2019-20 - Tampa Bay Lightning*

## Títulos por equipo
| Títulos | Equipo                     |
| ------- | -------------------------- |
| 25      | Montreal Canadiens         |
| 18      | Boston Bruins              |
| 13      | Detroit Red Wings          |
| 6       | Pittsburgh Penguins        |
| 5       | New Jersey Devils          |
| 4       | New York Rangers           |
| 4       | Philadelphia Flyers        |
| 3       | Buffalo Sabres             |
| 3       | New York Islanders         |
| 3       | Tampa Bay Lightning        |
| 2       | Carolina Hurricanes        |
| 2       | Chicago Blackhawks         |
| 2       | Toronto Maple Leafs        |
| 2       | Washington Capitals        |
| 1       | Florida Panthers           |
| 1       | Montreal Maroons           |
| 1       | Ottawa Senators            |
| 1       | Ottawa Senators (original) |